# Isabella di Morra
Isabella di Morra (ur. ok. 1520, zm. 1545/1546) – poetka włoska okresu renesansu.
Isabella była jedną z ośmiorga dzieci Giovanniego Michele di Morra, barona Favale. Po tym, jak jej ojciec udał się na wygnanie, dziewczyna pozostała pod opieką braci i została praktycznie wydziedziczona.
Losy poetki miały tragiczny finał. Została oskarżona przez braci o romans z hiszpańskim szlachcicem, donem Diegiem Sandovalem de Castro. Kierując się wynaturzonym poczuciem honoru, panowie di Morra najpierw zgładzili posłańca noszącego korespondencję między Hiszpanem a Isabellą, a potem ją samą. Na koniec, by dopełnić zemsty, napadli Diega Sandovala de Castro, którego od śmierci nie ocaliła nawet zbrojna eskorta.
Do naszych czasów przetrwało tylko trzynaście utworów poetki. Są wśród nich sonety i kancony.
Isabella jest uważana za jedną z największych poetek włoskich XVI w. i prekursorkę poezji romantycznej.